# 紹德鐵甲蟲
紹德鐵甲蟲（学名：Dactylispa sauteri）为金花蟲科窄頸鐵甲蟲屬下的一个种。